# Tesoro de Bagram

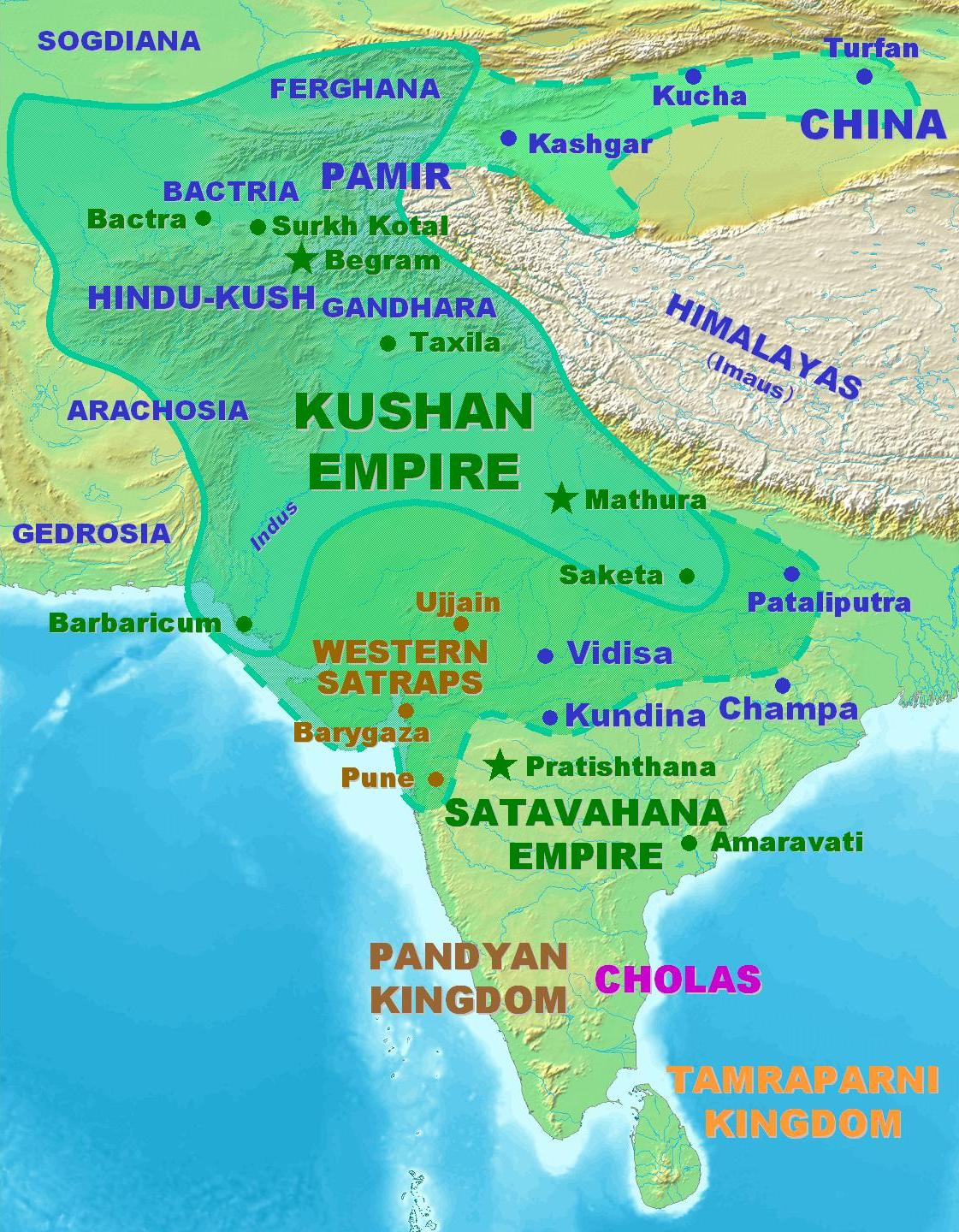
Mapa del Imperio kushán con la ubicación de Bagram.

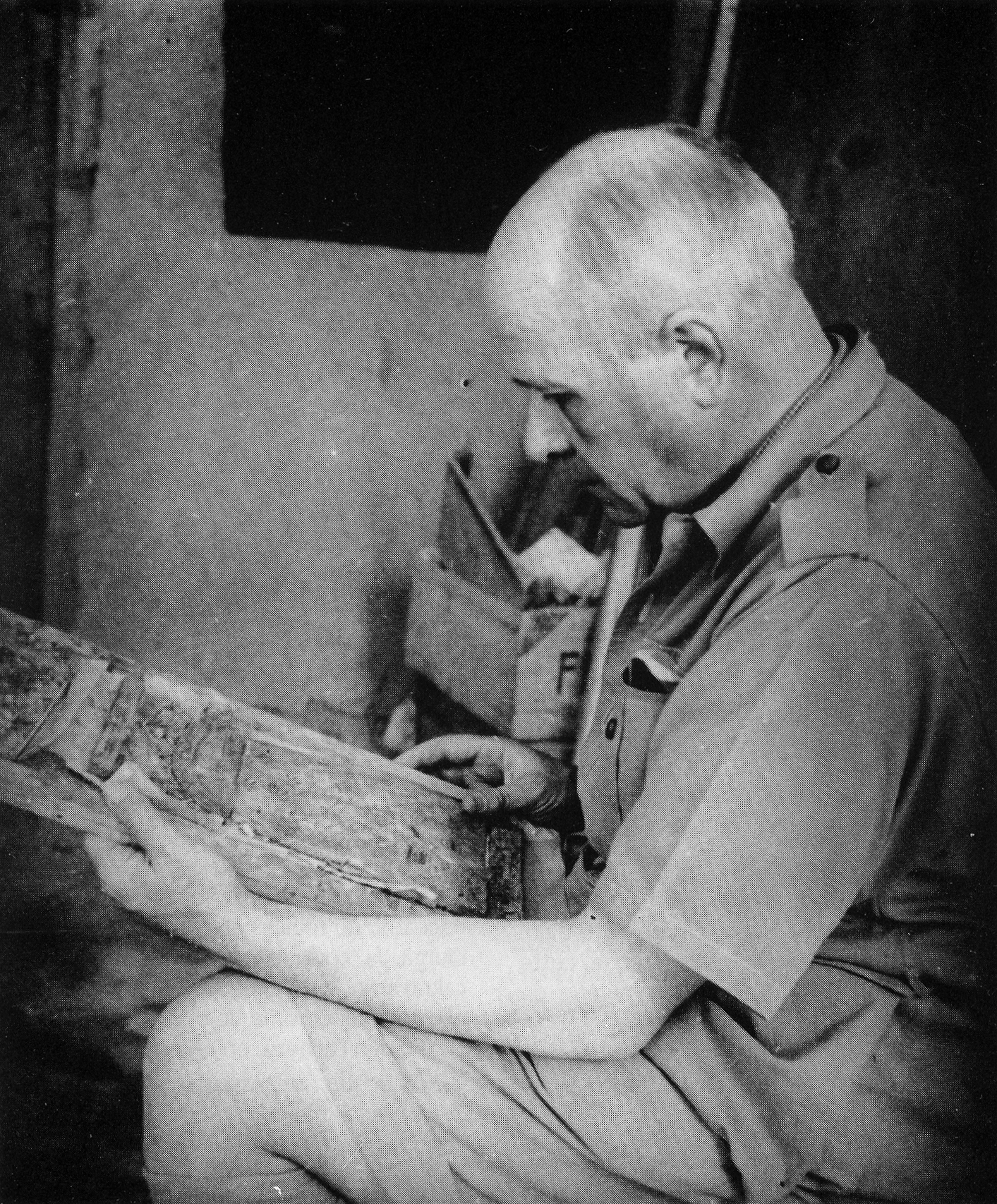
Joseph Hackin estudia la "Gran placa de marfil con decoración esculpida en altorrelieve". Misión Hackin 1939-1940, Tesoro de Bagram, sala n°13, julio-agosto de 1939.

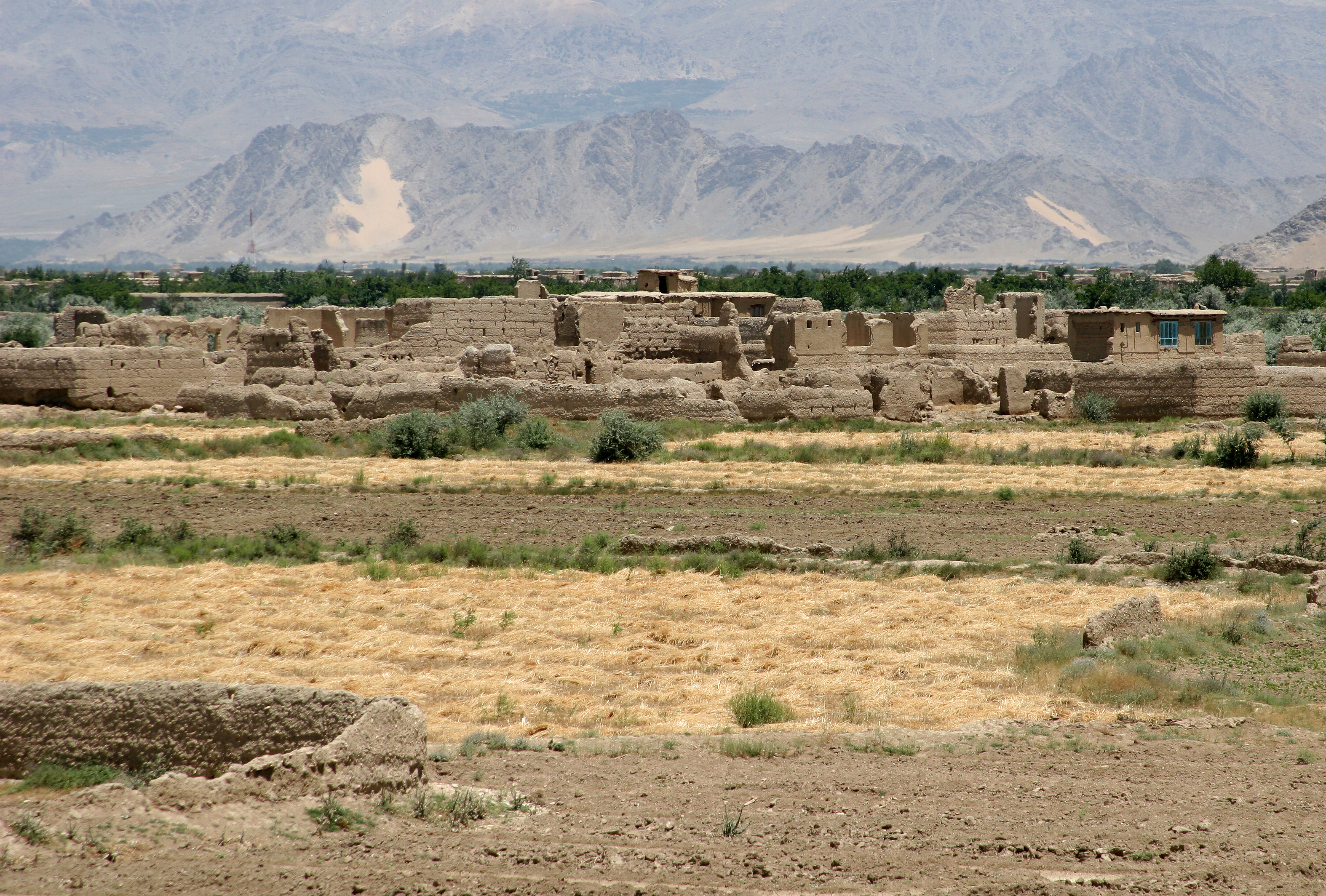
Los muros de los palacios de los reyes kushán se construían con adobe. Ilustración de edificios de este tipo en Bagram.

El Tesoro de Bagram consiste en un importante descubrimiento arqueológico realizado en la década de 1930 en Bagram, Afganistán.  es un conjunto de objetos del siglo I-II descubiertos en la zona de Begram, Afganistán. La Delegación Arqueológica Francesa en Afganistán] (DAFA) llevó a cabo excavaciones en el yacimiento entre 1936 y 1940, descubriendo dos cámaras amuralladas, la Sala 10 y la Sala 13. En su interior se desenterró un gran número de objetos de bronce, alabastro, [vidrio (restos de 180 piezas), monedas y marfil, junto con restos de mobiliario y cuencos chinos de laca.ref name="History"/>
El tesoro consistía en obras de arte realizadas desde Grecia hasta China y emblemáticas del intenso papel comercial desempeñado en la Ruta de la Seda.
Todo se encuentra en Bagram, la antigua Kapiçi, «muestra Afganistán en la encrucijada de tres mundos: Grecia, China e India». Durante mucho tiempo se pensó que era un escondite de mercaderes, pero ahora se reconoce como un tesoro real amurallado.

Los marfiles de Begram son un subgrupo de más de mil placas decorativas, pequeñas figuras e incrustaciones, talladas en marfil y hueso, y antiguamente unidas a muebles de madera. Son raros e importantes ejemplos del arte del Imperio kushán de los siglos I o II d. C., testimonio del cosmopolitismo, gusto artístico y del mecenazgo de las dinastías locales, de la sofisticación de la artesanía contemporánea y del antiguo comercio de artículos de lujo.
Las piezas se repartieron entre Francia y Afganistán.

## Historia
El emplazamiento de Bagram, a unos 60 km al norte de Kabul, estuvo ocupado desde la época aqueménida y se corresponde con la ciudad de Alejandría de l Cáucaso, fundada por Alejandro Magno en 328-327 a. C.
El Imperio kushán fue administrado bajo Kanishka, reinado durante el cual alcanzó su apogeo, desde tres capitales: Purushapura (actual Peshawar en el norte de Pakistán), Bagram, Mathura, en el norte de la India. Bagram, entonces llamada Kapisa, era su capital de verano.
La ciudad fue abandonada hacia el año 400.

## Redescubrimiento
El 9 de septiembre de 1922, se firmó en Kabul un acuerdo por el que se concedía a Francia el derecho a realizar excavaciones arqueológicas en Afganistán. [En 1923, Alfred Foucher identificó en 1923 Bagam como Kapiçi, la capital de Kapisa, considerando el lugar prometedor para las investigaciones arqueológicas que allí se llevarían a cabo. Sin embargo, órdenes de París le obligaron a iniciar las investigaciones arqueológicas en Bactres.
Las excavaciones en Bagram comenzaron en diciembre de 1936,, dirigidas por Joseph Hackin y su esposa Ria como parte de la Delegación arqueológica francesa en Afganistán; el tesoro fue descubierto en octubre de 1937  por Ria Hackin   y cuidadosamente excavado  en la sala 10 y la sala contigua (n.°13) fue excavada en julio-agosto de  1939.
La sala 10 había sido tapiada, probablemente en vísperas de un ataque. Los objetos, que habían sido colocados en estanterías, se habían roto al derrumbarse estas, creando un «desorden indescriptible» que empeoró con la caída del techo de la sala, según Hackin.
El descubrimiento tuvo una repercusión internacional.
Los hallazgos se repartieron entre Francia y Afganistán en virtud de un acuerdo de monopolio de excavación en 1937. Algunas piezas pasaron a formar parte de las colecciones del Museo Guimet de París mientras que otras pasaron a formar parte de las del Museo Nacional de Kabul.
Las excavaciones finalizaron sin terminar el 3 de julio de 1940. Los excavadores, el matrimonio Hackin y el arquitecto Jean Carl que les acompañaba, desaparecieron trágicamente durante la Segunda Guerra Mundial y los informes de las excavaciones se publicaron después del conflicto. No existe ninguna publicación general que dé cuenta del contexto del descubrimiento del tesoro
Algunos elementos del museo de Kabul fueron confiados al museo Guimet por razones de seguridad al amparo de la UNESCO en 1997 y 1999.

## Descripción y galería
El tesoro consistía en objetos de artesanía fabricados a lo largo de la Ruta de la Seda, desde el Imperio romano hasta China.
El tesoro contenía una gran variedad de objetos:
- Marfil tallado decorativo de muebles indios. Estos marfiles están trabajados en varios estilos, comparables a los de Mathura (y Sanchi) o del noroeste de la India, o incluso realizados por talleres locales (bactrianos) formados en el norte de la India.[19]Habiéndose encontrado marfil similar en Pompeya ;
- lacas chinas de la dinastía Han;
- Vidrio pintado grecorromano, «ejemplares más antiguos de vidrio grecorromano»,[20] incluyendo un vidrio con una representación del Faro de Alejandría (conservado en Kabul) y un vidrio con una escena del Rapto de Europa por Zeus (conservado en París);[13]
- vidrio soplado, incluidos frascos con forma de pez,
- bronces que evocan el arte griego e indo-parto de Taxila[2] ;
- emblemata (singular: emblema), estucos de origen mediterráneo o helenístico,[15]  que marcan vínculos con Alejandría y el mundo romano [2] y recuerdan hallazgos de Quersoneso[20]

Joseph Hackin interpretó entonces que el tesoro databa de la época kushán, ya que el imperio kushán bajo Kanishka se hallaba en la encrucijada de los mundos romano y chino.

### Galería

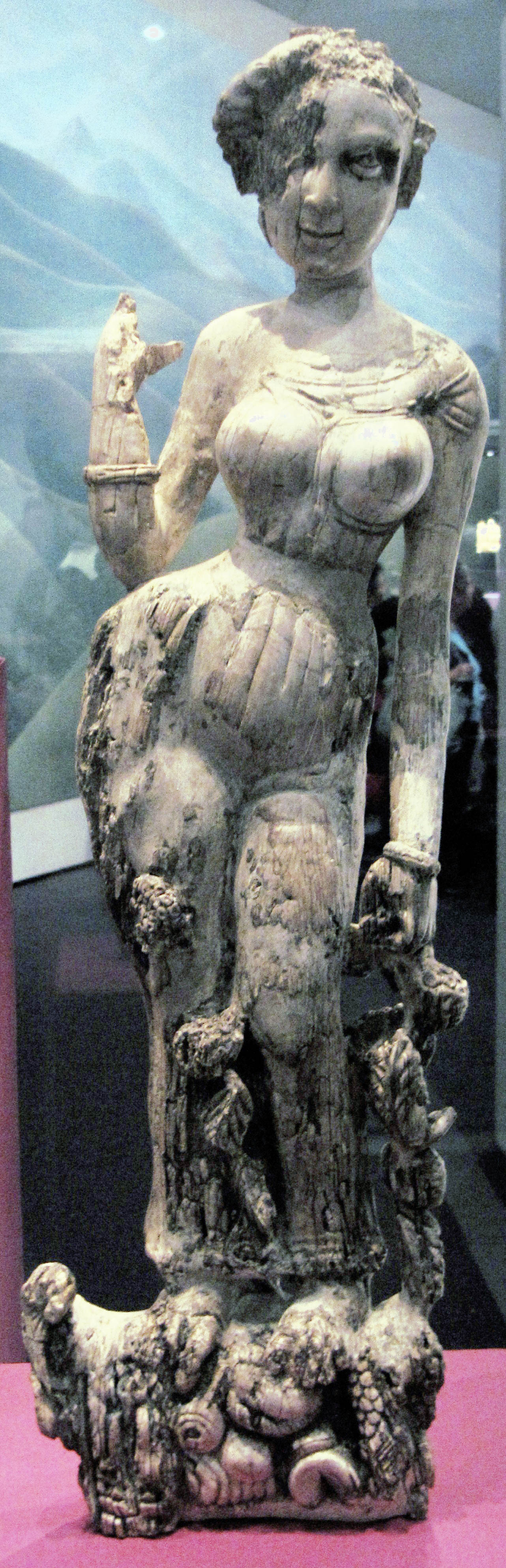
Diosa del río o Iaksi (?) de pie sobre una makara, cámara n.º 10, altura 45 cm. Museo Nacional Afgano, Kabul.
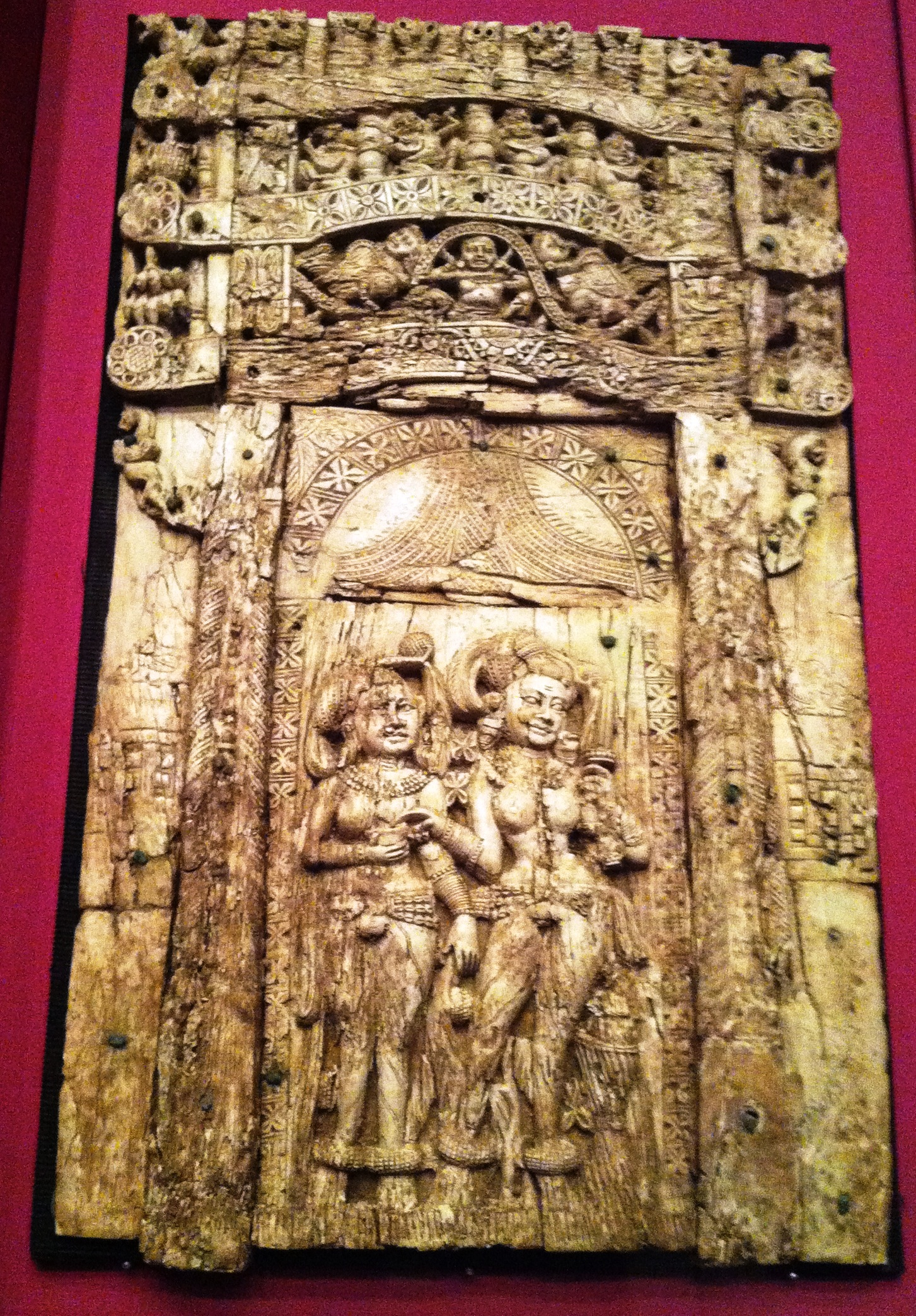
Placa de marfil indio. [Museo Nacional Afgano de Kabul, parte de la exposición del Museo Británico.
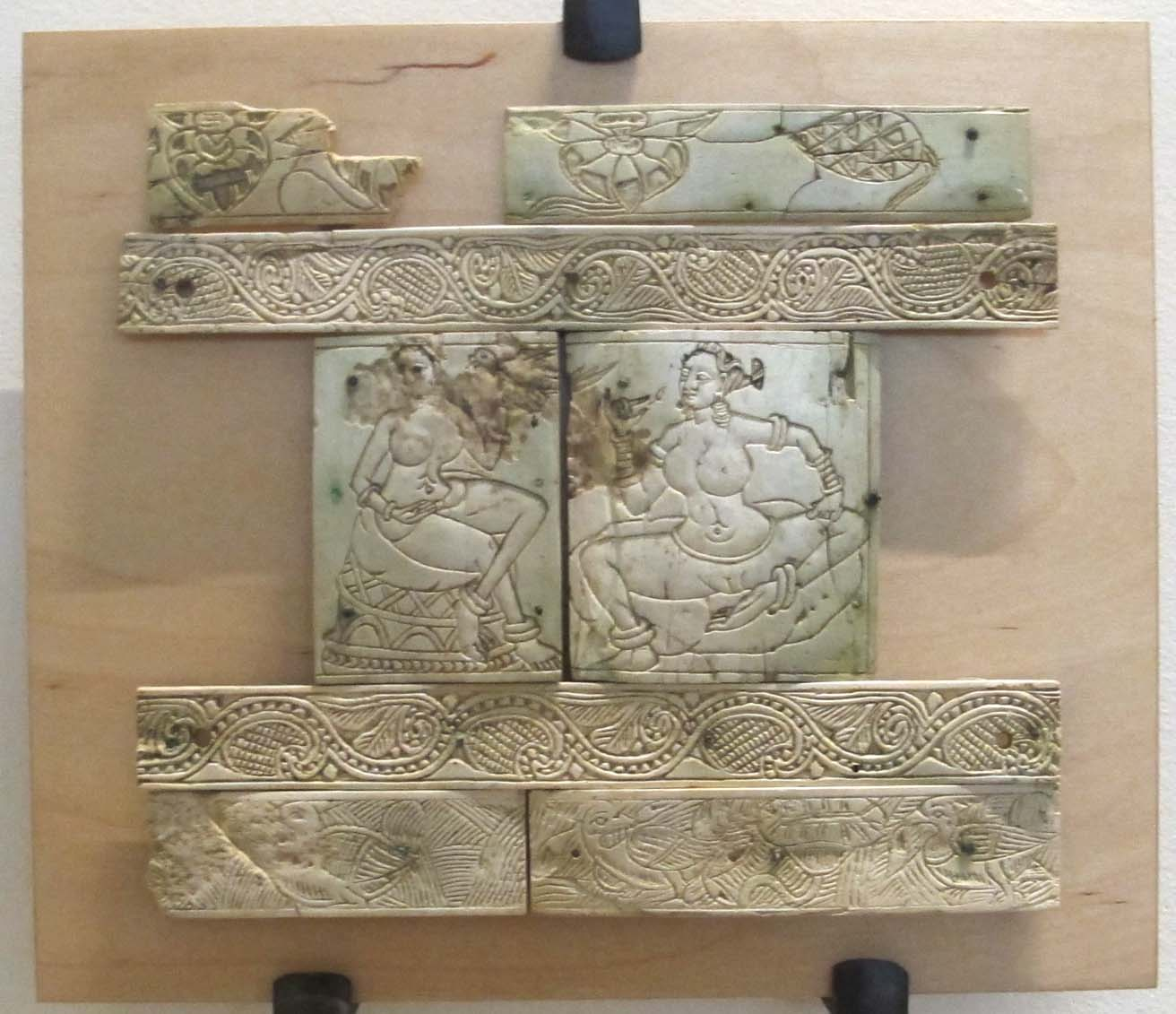
Placas de marfil grabadas, estilo y tema del norte de la India/noroeste de la India, siglo I. Museo Guimet.
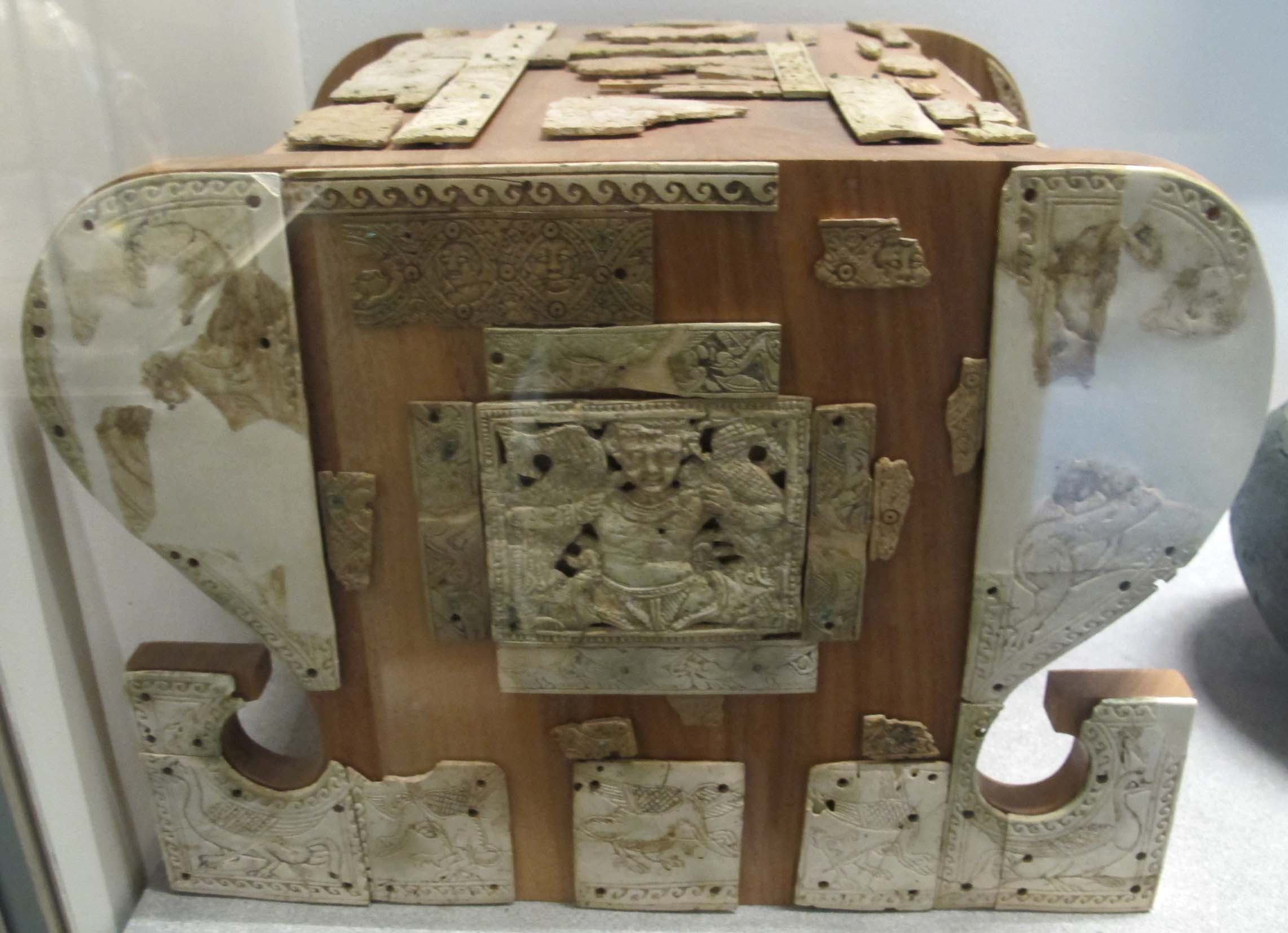
Restauración de un ataúd con sus adornos de marfil, siglo I. Museo Guimet.
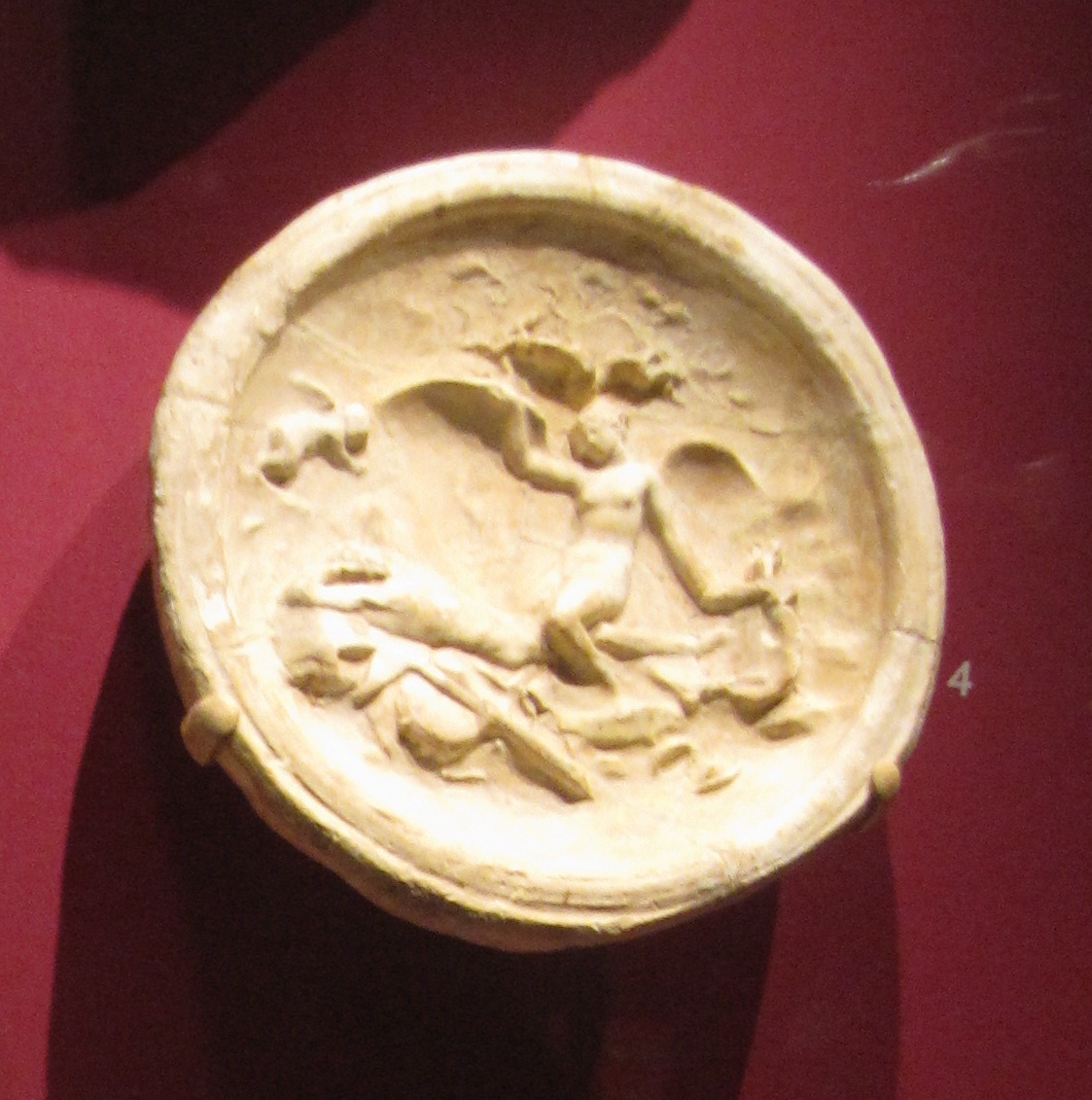
Emblema con Endimión y Selene[21] Mediterráneo, alrededor de los siglos I-II. Yeso.
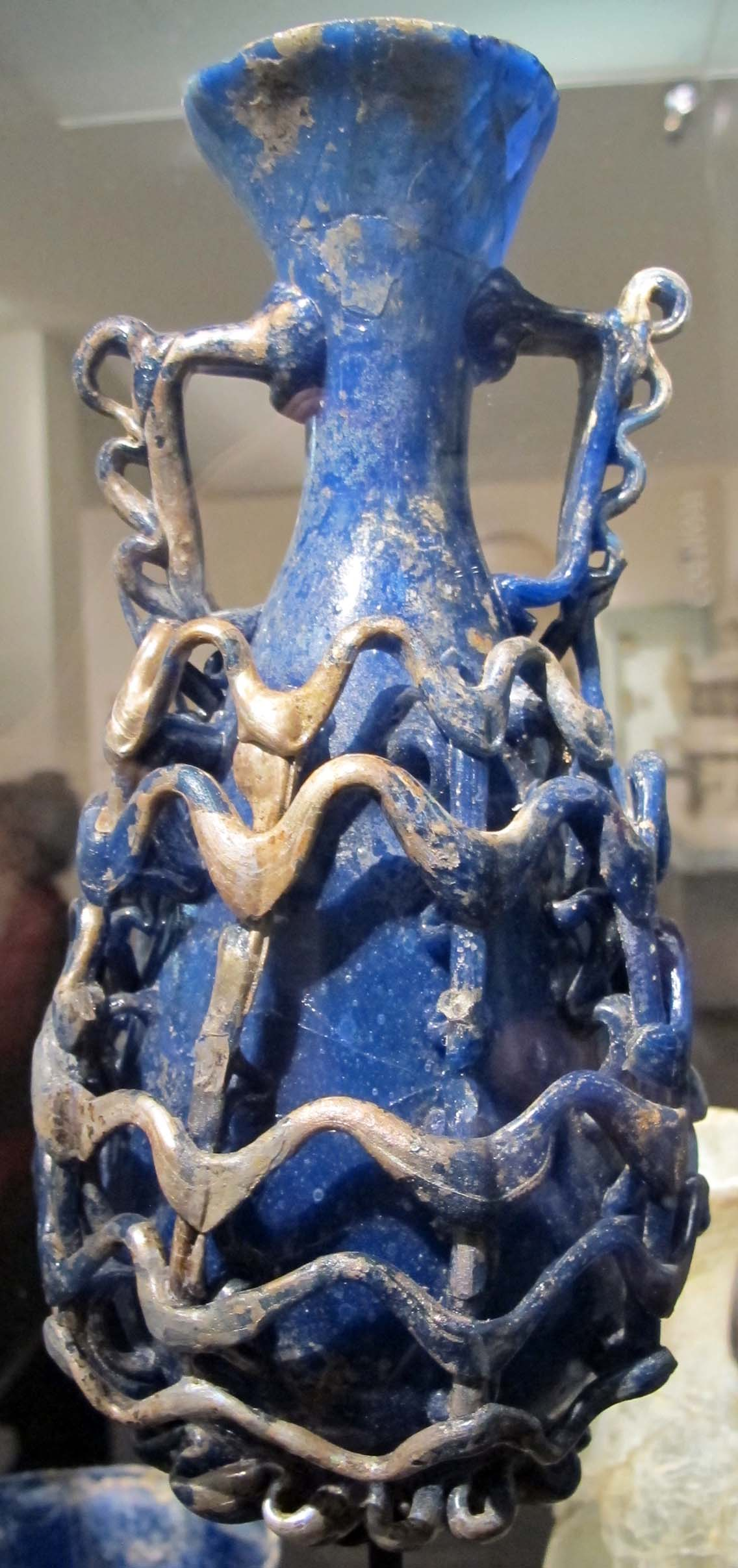
Botella azul y blanca con asas en forma de ánfora. siglo I. Museo Guimet.
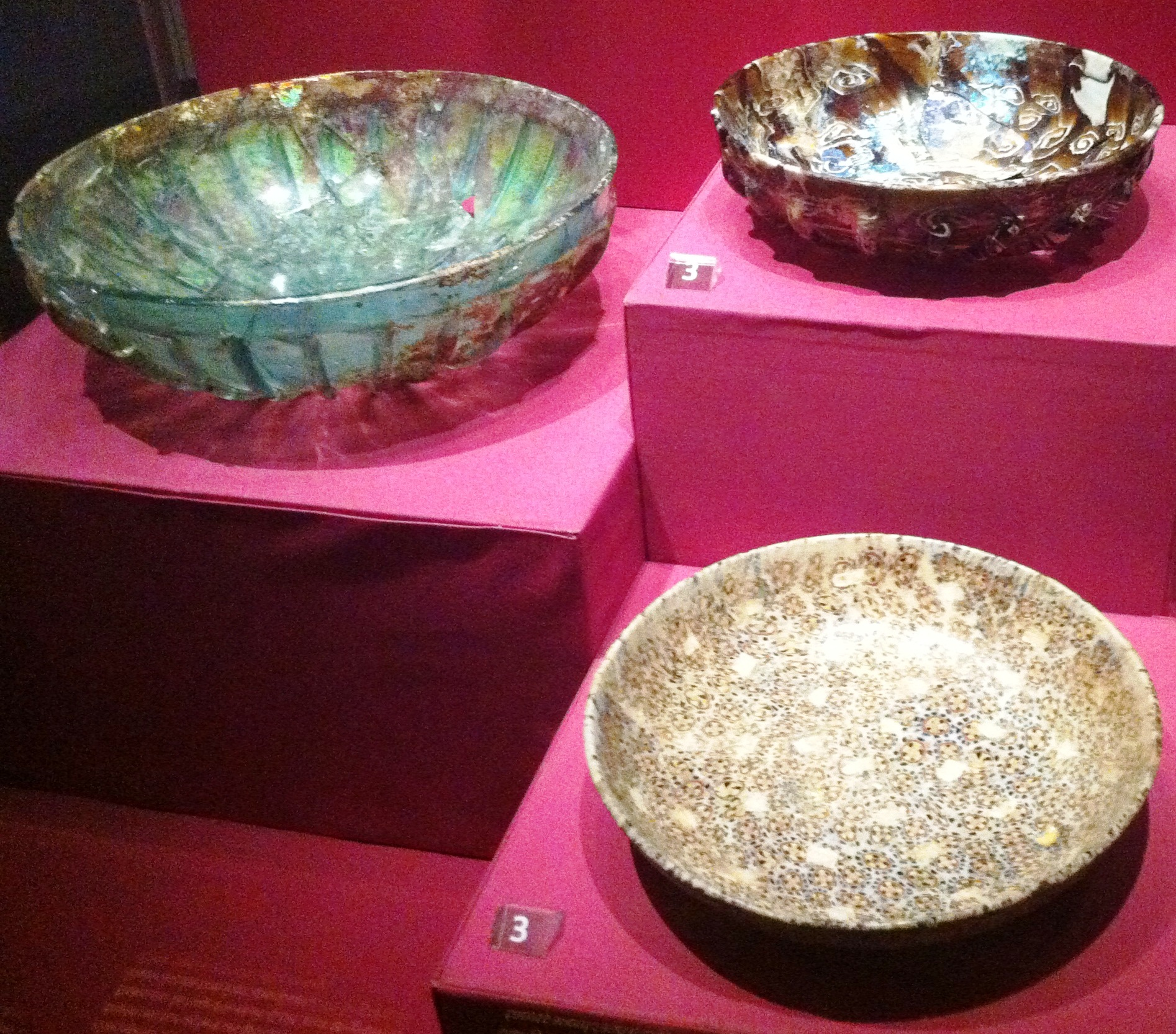
Fíala acanalada y platos hondos. Museo Nacional de Afganistán.
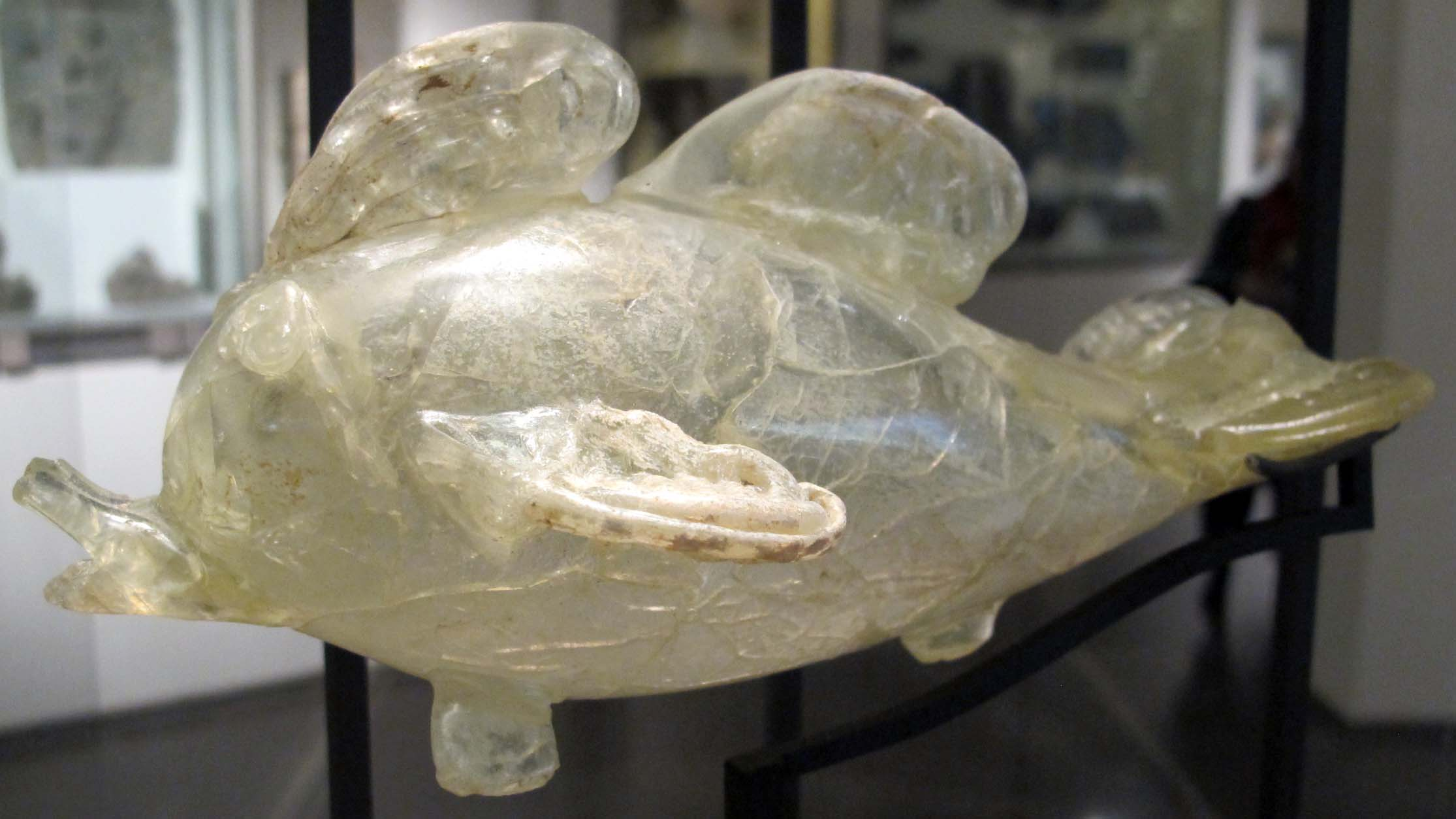
Botella con forma de pez, I. Museo Guimet.

## Interpretación y datación
La variedad de objetos plantea una serie de interrogantes, en particular sobre la historia del Imperio kushán y las civilizaciones vecinas, y también la razón de la concentración de tales objetos en este lugar.
La datación del tesoro es compleja<ref>En 2004 el tesoro fue datado por dos expertos en el I, ,y más concretamente en el periodo del reino indo-parto, aunque las fechas de este reino permanecen inalteradas. Las investigaciones de 2001 sugirieron el inicio del siglo II, durante el reinado de Kanishka, a quien pudo pertenecer el tesoro. Las piezas halladas en Begrâm tienen pocos paralelos en otros lugares que hubieran permitido una comparación, para la cristalería romana y también los marfiles de los que sólo un ejemplo procede de Pompeya. Sin embargo, en 2004 se señaló que estos vasos coloreados procedían probablemente de Alejandría, en Egipto. En Pompeya se descubrieron vidrios similares.
Las piezas grecorromanas y chinas están datadas a principios del siglo I, mientras que los objetos de marfil son más difíciles de datar. De hecho, la India no ha conservado vestigios de la actividad de los fabricantes de marfil en el periodo de siglo I-III-
El tesoro proporciona pruebas esenciales de los densos intercambios comerciales que tuvieron lugar en la región en aquella época. El tesoro demuestra así la amplitud de los intercambios entre las tradiciones greco-bactrianas, nómadas e indias bajo los gobernantes kushán. El arte kushán del Gandhara cultivó esta asombrosa síntesis.